# Ocellus Lucanus

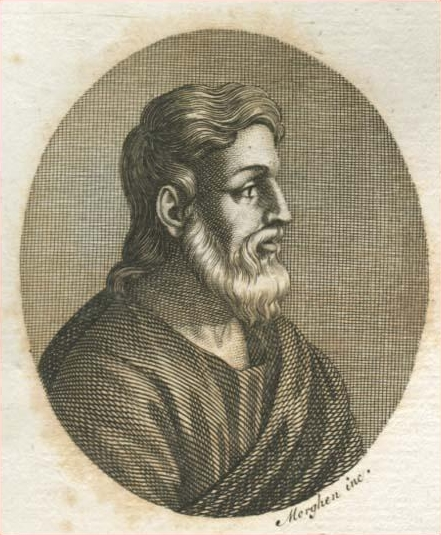
Ocellus Lucanus

Ocellus Lucanus (även Okellos Lukanos), född på 400-talet f.Kr. i Lukanien, var en pythagoreisk filosof.
Man tillskriver honom ett grekiskt arbete kallat Peri tes tu pantos fyseos ("Om universum", utgiven av F.A.W. Mullach i Fragmenta philosophorum græcorum, band I, 1860, och av A.F. Rudolph, 1801), men detta arbete kan knappast vara äldre än det första århundradet.